# 最近、蝶々は…
『最近、蝶々は…』（さいきんちょうちょうは）は、内田春菊による日本の漫画。『FEEL YOUNG』（祥伝社）において、2002年から2004年まで連載された。単行本は全5巻。後に文庫版が前後編で発行されている。
「オカルト」や「多重人格」をテーマにしたサスペンス漫画。また、女らしさを取り入れており、欲望を生々しく描かれている。

## 登場人物
篠塚留可
本作の主人公。どこにでもいそうなごく普通のOL。ある日、「目を覚ますと男性の精液が体内に残る」などという異変が自分の身に起こり始める。

## 書誌情報

### 単行本
内田春菊 『最近、蝶々は…』 祥伝社〈FEELコミックス〉、全5巻
- 1巻、2002年6月7日発行、ISBN 4396762755
- 2巻、2003年3月8日発行、ISBN 4396762968
- 3巻、2003年9月8日発行、ISBN 4396763107
- 4巻、2004年5月8日発行、ISBN 4396763336
- 5巻、2004年9月8日発行、ISBN 4396763433

### 文庫版
内田春菊 『最近、蝶々は…』 新潮社〈新潮文庫〉、全2巻
- 上巻、2007年10月30日発行、ISBN 4101452156
- 下巻、2007年10月30日発行、ISBN 4101452164

## 映像化

### アダルトビデオ
後藤理沙のAV出演作の原作に使われている。
- 欲望 (2013年12月1日、MUTEKI)

### 映画
友松直之監督による映画が同名タイトルで2014年5月10日に公開された。

#### キャスト
- 篠塚留可／蝶憑き女：後藤理沙
- 高原克子：内田春菊
- 萩本征幸：徳元裕矢
- 野本佳子：黒木歩
- 間宮和也：川又シュウキ
- 越川樹里：希咲あや
- 土間（ドマックス）：金子弘幸
- 精神科医・針谷：朝霧涼
- 高原コマ子(克子の娘)：あん
- 高原（克子の夫）：稲葉凌一
- セラピスト・山田：若林美保
- 看護師：衣緒菜
- 留可の同僚：倖田李梨
- 留可の同僚：文月
- 萩本の上司：冨田じゅん
- レポーター：青山真希
- 弁護士：ホリケン。

#### スタッフ
- 監督：友松直之
- 脚本：友松直之
- 原作：内田春菊
- エグゼクティブプロデューサー：紫垣雅一
- プロデューサー：桐島正樹、石川二郎
- 撮影：田宮健彦
- 編集：西村絵美
- 録音：井手一郎
- 助監督：大西裕
- 音楽：シトー
- 特殊メイク：石野大雅
- 特殊造型：石野大雅、ゼライ直井
- 特殊効果：近藤佳徳
- CG合成：新里猛
- 配給：コスタエスト